# Liste von Küstenbefestigungen

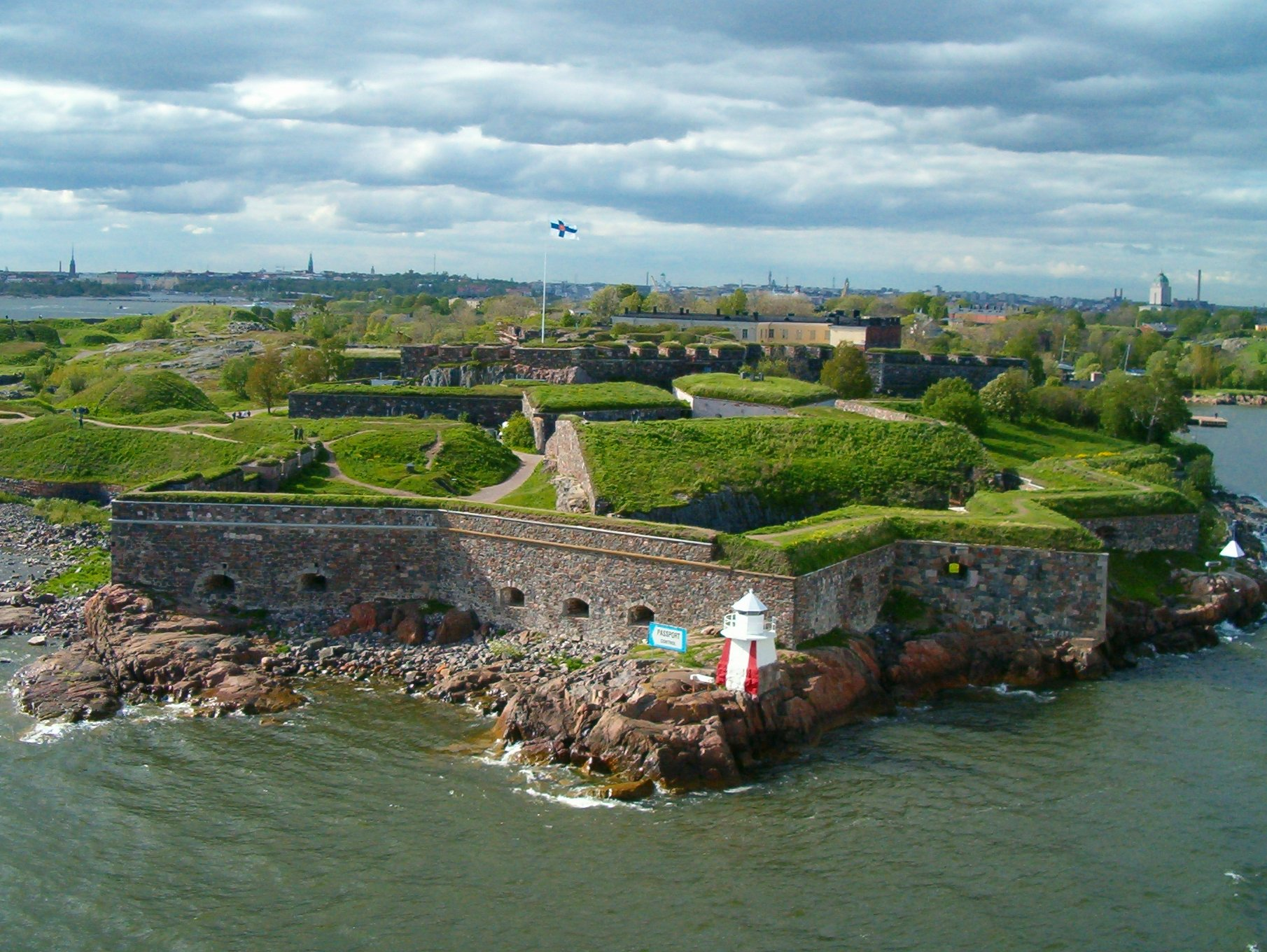
Festung Suomenlinna (Sveaborg), Finnland

Die in der Liste aufgeführten Küstenbefestigungen sind nach ihrer geografischen Lage geordnet. Maßgebend für die Zuordnung ist der Staat, auf dessen Gebiet sich die Anlage jetzt befindet, unabhängig von der früheren Zugehörigkeit des Gebietes.
Als Küstenbefestigung werden in dieser Liste befestigte Küstenpunkte verstanden, die feindlichen Schiffen die Benutzung von Häfen, Reeden, das Einlaufen in Flussmündungen, Meerengen usw. verwehren sollen.

## Amerika
| Name                    | Bild                           | Ort                                | Standort (Staat)    | erbaut                    | Anmerkung                                           |
| ----------------------- | ------------------------------ | ---------------------------------- | ------------------- | ------------------------- | --------------------------------------------------- |
| Louisbourg              | Louisbourg                     | Kap-Breton-Insel, Nova Scotia      | Kanada              | 1719                      |                                                     |
| San Juan de Ulúa        | San Juan de Ulúa               | Veracruz                           | Mexiko              | 1565                      | Ausbau 19. Jahrhundert                              |
| La Fortaleza            | San Juan de Ulúa               | San Juan                           | Puerto Rico         | 1533                      |                                                     |
| Fort Canby              | Fort Canby im 19. Jahrhundert  | Pacific County, Washington         | Vereinigte Staaten  | 1864, 1896–1908 ausgebaut |                                                     |
| Castle Clinton          | Castle Clinton                 | New York, New York                 | Vereinigte Staaten  | 1811                      |                                                     |
| Castle Williams         | Castle Williams                | Governors Island, New York         | Vereinigte Staaten  | 1807                      |                                                     |
| Fort Caroline           | Fort Caroline                  | Jacksonville, Florida              | Vereinigte Staaten  | 1564                      |                                                     |
| Fort Casey              | Küstengeschütz                 | Whidbey Island, Washington         | Vereinigte Staaten  | 1899–1911                 |                                                     |
| Fort Columbia           | Battery Ord                    | Pacific County, Washington         | Vereinigte Staaten  | 1898                      |                                                     |
| Fort Constitution       | Fort Constitution              | Rockingham County, New Hampshire   | Vereinigte Staaten  | 1632                      | im 17., 18. und 19. Jahrhundert mehrfach ausgebaut  |
| Fort Dearborn           |                                | Rockingham County, New Hampshire   | Vereinigte Staaten  | 1942–1944                 |                                                     |
| Fort Flagler            | Parade Ground                  | Marrowstone Island, Washington     | Vereinigte Staaten  | 1897–1907                 |                                                     |
| Fort Frederica          | Fort Frederica                 | Glynn County, Georgia              | Vereinigte Staaten  | 1736                      |                                                     |
| Fort Kamehameha         | Karte, Zustand 1922            | Honolulu, Hawaii                   | Vereinigte Staaten  | 1907                      |                                                     |
| Fort James Jackson      | Fort James Jackson             | Savannah, Georgia                  | Vereinigte Staaten  | 1776                      |                                                     |
| Fort Jay                | Fort Jay                       | Governors Island, New York         | Vereinigte Staaten  | 1776                      |                                                     |
| Fort Jefferson          | Fort Jefferson                 | Florida Keys, Florida              | Vereinigte Staaten  | 1862                      |                                                     |
| Castillo de San Marcos  | Castillo de San Marcos         | St. Augustine, Florida             | Vereinigte Staaten  | 1672                      |                                                     |
| Fort Mason              | Fort Mason                     | San Francisco, Kalifornien         | Vereinigte Staaten  | 1862                      |                                                     |
| Fort Matanzas           | Fort Matanzas                  | St. Augustine, Florida             | Vereinigte Staaten  | 1740                      |                                                     |
| Fort McClary            | Fort McClary, 1904             | York County, Maine                 | Vereinigte Staaten  | 1689                      | im 19. Jahrhundert ausgebaut                        |
| Fort McHenry            | Fort McHenry                   | Baltimore, Maryland                | Vereinigte Staaten  | 1798                      |                                                     |
| Fort McRee              | Fort McRee                     | Pensacola, Florida                 | Vereinigte Staaten  | 1834                      |                                                     |
| Fort Monroe             | Fort Monroe                    | Hampton, Virginia                  | Vereinigte Staaten  | 1608                      | Ausbau Beginn 19. Jahrhundert                       |
| Fort Morgan             | Fort Morgan                    | Mobile Bay, Alabama                | Vereinigte Staaten  | 1819                      |                                                     |
| Fort Moultrie           | Fort Moultrie                  | Charleston, South Carolina         | Vereinigte Staaten  | 1798                      | erste Befestigung im 17. Jahrhundert                |
| Fort Pickens            | Fort Pickens                   | Santa Rosa Island, Florida         | Vereinigte Staaten  | 1829                      |                                                     |
| Castle Pinckney         | Castle Pinckney                | Charleston, South Carolina         | Vereinigte Staaten  | 1797                      |                                                     |
| Fort Point              | Fort Point                     | San Francisco, Kalifornien         | Vereinigte Staaten  | 1797                      |                                                     |
| Fort Popham             | Fort Popham                    | Bath, Maine                        | Vereinigte Staaten  | 1861–1869                 |                                                     |
| Battery Potter          |                                | Fort Hancock, New Jersey           | Vereinigte Staaten  | 1890                      |                                                     |
| Fort Pulaski            | Fort Pulaski                   | Chatham County, Georgia            | Vereinigte Staaten  | 1829                      |                                                     |
| Fort DeRussy            | Battery Randolph, Fort DeRussy | Honolulu, Hawaii                   | Vereinigte Staaten  | 1911                      |                                                     |
| Fort Rodd Hill          | Fort Rodd Hill                 | Vancouver Island, British Columbia | Kanada              | 1890–1898                 |                                                     |
| Fort Stark              | Fort Stark                     | Rockingham County, New Hampshire   | Vereinigte Staaten  | 1746                      | im 19. und zu Beginn des 20. Jahrhunderts ausgebaut |
| Fort Stevens            | Fort Stevens                   | Clatsop County, Oregon             | Vereinigte Staaten  | 1863                      | 1897–1907 ausgebaut                                 |
| Fort Sumter             | Fort Sumter                    | Charleston, South Carolina         | Vereinigte Staaten  | 1829                      |                                                     |
| Fort Wagner             | Fort Wagner                    | Charleston, South Carolina         | Vereinigte Staaten  |                           |                                                     |
| Fort Worden             | Kasernenbauten                 | Port Townsend, Washington          | Vereinigte Staaten  | 1897–1912                 |                                                     |
| Fort Zachary Taylor     | Fort Zachary Taylor            | Key West, Florida                  | Vereinigte Staaten  | 1845–1866                 | 1889–1912 ausgebaut                                 |
| Brimstone Hill Fortress | Brimstone Hill Fortress        | St. Kitts                          | St. Kitts und Nevis | 1690                      |                                                     |
| Alcatraz                | Alcatraz                       | San Francisco, Kalifornien         | Vereinigte Staaten  | 1853                      |                                                     |

## Asien
| Name                | Bild                                                   | Ort         | Standort (Staat)    | erbaut   | Anmerkung |
| ------------------- | ------------------------------------------------------ | ----------- | ------------------- | -------- | --------- |
| Festung Wladiwostok | Festung Wladiwostok, Fort Nr. 12                       | Wladiwostok | Russland            | 1889     |           |
| Anadolu Hisarı      | Anadolu Hisarı                                         | Istanbul    | Türkei              |          |           |
| Yoros               | Yoros                                                  | Istanbul    | Türkei              | 1259     |           |
| Tung Lung Chau      | Tung Lung Chau                                         | Hongkong    | Hongkong            | ca. 1700 |           |
| Fan Lau             | Fan Lau                                                | Hongkong    | Hongkong            | 1729     |           |
| Lei Yue Mun         | Lei Yue Mun, heute Hong Kong Museum of Coastal Defence | Hongkong    | Hongkong            | 1887     |           |
| Fort Stanley        | Stanley                                                | Hongkong    | Hongkong            | 1842     |           |
| Fort Tung Chung     | Fort Tung Chung                                        | Hongkong    | Hongkong            | 1174     |           |
| Tung Chung Battery  | Tung Chung Battery                                     | Hongkong    | Hongkong            | 1817     |           |
| Taku-Forts          | Taku, 1900                                             | Tianjin     | Volksrepublik China | 1522     |           |
| Hafenkastell        | Hafenkastell Paphos                                    | Paphos      | Zypern              | 1592     |           |

## Australien und Ozeanien
| Name                    | Bild                              | Ort                     | Standort (Staat) | erbaut | Anmerkung |
| ----------------------- | --------------------------------- | ----------------------- | ---------------- | ------ | --------- |
| Ben Buckler Gun Battery | 9.2 inch, Ben Buckler Gun Battery | Sydney, New South Wales | Australien       | 1892   |           |
| Fort Denison            | Fort Denison, ca. 1930            | Sydney, New South Wales | Australien       | 1841   |           |
| Fort MacQuarie          | Fort MacQuarie, ca. 1870          | Sydney, New South Wales | Australien       | 1798   |           |
| Bare Island             | Bare Island                       | Sydney, New South Wales | Australien       | 1880   |           |
| Fort Banks              | 9.2 inch Mk X, Fort Banks, 1946   | Sydney, New South Wales | Australien       | 1880   |           |
| Henry Head Battery      | Henry Head Battery                | Sydney, New South Wales | Australien       | 1892   |           |
| Malabar Battery         | Henry Head Battery                | Sydney, New South Wales | Australien       | 1943   |           |
| North Head              | South Battery                     | Auckland                | Neuseeland       | 1870   |           |
| Taiaroa Head            | BL 6 inch in Taiaroa Head         | Port Chalmers           | Neuseeland       | 1886   |           |
| Fort Buckley            |                                   | Wellington              | Neuseeland       | 1885   |           |
| Fort Ballance           |                                   | Wellington              | Neuseeland       | 1885   |           |
| Bastion Point           | Bastion Point                     | Auckland                | Neuseeland       | 1885   |           |
| Mount Victoria          | BL 8 inch Mk VII, Mount Victoria  | Auckland                | Neuseeland       | 1885   |           |
| Fort Jervois            | Fort Jervois                      | Lyttelton               | Neuseeland       | 1886   |           |
| Lawyers Head Battery    |                                   | Port Chalmers           | Neuseeland       | 1885   |           |
| St Clair Battery        |                                   | Port Chalmers           | Neuseeland       | 1885   |           |

## Europa
| Name                                                                                             | Bild                                                                  | Ort                           | Standort (Staat)       | erbaut                                                 | Anmerkung                                                                                               |
| ------------------------------------------------------------------------------------------------ | --------------------------------------------------------------------- | ----------------------------- | ---------------------- | ------------------------------------------------------ | --- |
| Atlantikwall                                                                                     | Batterie Siegfried                                                    |                               |                        | 1942                                                   | |
| Fort Napoleon                                                                                    | Fort Napoleon                                                         | Ostende                       | Belgien                | 1811–1814                                              | |
| Fort Breendonk                                                                                   | Fort Breendonk                                                        | Antwerpen                     | Belgien                | Anfang 20. Jahrhundert                                 | |
| Christiansø                                                                                      | Kongensbatteri auf Christiansø                                        | Erbseninseln östlich Bornholm | Dänemark               | ab 1684                                                | |
| Frederiksø                                                                                       | Lille Tarn auf Frederiksø                                             | Erbseninseln östlich Bornholm | Dänemark               | ab 1684                                                | |
| Hanstholm                                                                                        | Hanstholm, Modell eines der Geschütztürme                             | Skagerrak                     | Dänemark               | 1940                                                   | |
| Søndervig                                                                                        | Søndervig                                                             | Ringkøbing                    | Dänemark               | 1941                                                   | Teil des Atlantikwalls                                                                                  |
| Tirpitz-Stellung                                                                                 | Tirpitz-Stellung, derzeitiger Zustand                                 | Esbjerg                       | Dänemark               | 1944                                                   | Teil des Atlantikwalls                                                                                  |
| Trekroner                                                                                        | Trekroner vor Kopenhagen                                              | Kopenhagen                    | Dänemark               | 1787                                                   | |
| Festung Grauerort                                                                                | Festung Grauerort                                                     | Abbenfleth                    | Deutschland            | 1868–1873                                              | |
| Fort Kugelbake                                                                                   | Ein Geschütz des Fort Kugelbake                                       | Cuxhaven                      | Deutschland            | 1869–1879                                              | Nicht zu verwechseln mit dem Seezeichen Kugelbake                                                       |
| Langlütjen                                                                                       | Langlütjen II.                                                        | Nordenham                     | Deutschland            | um 1870                                                | |
| Skansin                                                                                          | Skansin                                                               | Tórshavn, Färöer              | Färöer                 | 1580, Ausbau 1780                                      | |
| Suomenlinna (russisch Свеаборг) (schwedisch Sveaborg)                                            | Sveaborg                                                              | Helsinki                      | Finnland               | 1748                                                   | |
| Bomarsund (russisch Бомарсунд)                                                                   | Bomarsund                                                             | Åland                         | Finnland               | 1832                                                   | |
| Château de Brest                                                                                 |                                                                       | Brest (Finistère)             | Frankreich             | 3. Jh., mehrere Umbauten                               | |
| Citadelle Vauban                                                                                 |                                                                       | Le Palais                     | Frankreich             | 1572, Umbau Ende 17. Jh.                               | |
| Fort Boyard                                                                                      | Fort Boyard                                                           | Île d’Aix                     | Frankreich             | 1801                                                   | |
| Fort du Grand Bé                                                                                 | Le Grand Bé                                                           | Saint-Malo                    | Frankreich             | Ende des 17. Jahrhunderts                              | |
| Fort du Mengant                                                                                  | Fort du Mengant                                                       | Plouzané                      | Frankreich             | 1694                                                   | |
| Fort du Petit Bé                                                                                 | Fort du Petit Bé                                                      | Saint-Malo                    | Frankreich             | 1689–1697                                              | |
| Fort National                                                                                    | Fort National                                                         | Saint-Malo                    | Frankreich             | Ende des 17. Jahrhunderts                              | |
| Devil's Gap Battery                                                                              | Devil's Gap Battery                                                   | Gibraltar                     | Gibraltar              |                                                        | |
| Harding's Battery                                                                                | Harding's Battery am Europa Point                                     | Gibraltar                     | Gibraltar              | 1859 auf älteren Überresten errichtet, Kanone von 1878 | steht am Europa Point, 2010–2013 restauriert                                                            |
| Haynes Cave Battery                                                                              | Haynes Cave Battery                                                   | Gibraltar                     | Gibraltar              |                                                        | |
| Princess Anne’s Battery                                                                          | Princess Anne’s Battery                                               | Gibraltar                     | Gibraltar              |                                                        | |
| Napier of Magdala Battery                                                                        | Napier of Magdala Battery                                             | Gibraltar                     | Gibraltar              | 1873                                                   | |
| Moorish Castle                                                                                   | Moorish Castle                                                        | Gibraltar                     | Gibraltar              | 711                                                    | |
| Charles V Wall                                                                                   | Ape's Den                                                             | Gibraltar                     | Gibraltar              |                                                        | |
| Parson's Lodge Battery                                                                           | Parson's Lodge Battery                                                | Gibraltar                     | Gibraltar              | 18. Jahrhundert                                        | |
| Blackrock Castle                                                                                 | Blackrock Castle                                                      | Blackrock                     | Irland                 | Ende des 16. Jh.                                       | |
| Cambridge Battery                                                                                | Cambridge Battery                                                     | Marsamxett Harbour            | Malta                  | 1878–1880                                              | |
| Delle Grazie Battery                                                                             | Delle Grazie Battery                                                  |                               | Malta                  | 1888                                                   | |
| Fort St Leonardo                                                                                 | Fort St Leonardo                                                      |                               | Malta                  | 1875                                                   | |
| Garden Battery                                                                                   |                                                                       | Marsamxett Harbour            | Malta                  | 1890                                                   | |
| Rinella Battery                                                                                  | Rinella Battery                                                       | Grand Harbour                 | Malta                  | 1879                                                   | |
| Żonqor Battery                                                                                   | Zonqor Battery                                                        | Marsaskala Bay                | Malta                  | 1882                                                   | |
| Valletta                                                                                         | Valetta, 1589                                                         | Valletta                      | Malta                  | 1565                                                   | Festungsstadt                                                                                           |
| Fort St Elmo                                                                                     | Valletta mit Fort St Elmo, 1801                                       | Valletta                      | Malta                  | 1551                                                   | |
| Fort St. Angelo                                                                                  | Fort St Angelo                                                        | Birgu                         | Malta                  | 1530                                                   | |
| Fort St Michael                                                                                  | Fort St Michael                                                       | Senglea                       | Malta                  | 1551                                                   | |
| Fort Ricasoli                                                                                    | Fort Ricasoli                                                         | Grand Harbour                 | Malta                  | 1670                                                   | |
| Fort Manoel                                                                                      | Fort Manoel                                                           | Manoel Island                 | Malta                  | 1723                                                   | |
| Fort Tigne                                                                                       | Fort Tigne                                                            | Marsamxett Harbour            | Malta                  | 1792                                                   | |
| Wignacourt Towers                                                                                | St Lucian Tower                                                       | Malta, Gozo, Comino           | Malta                  | 1609–1649                                              | |
| Redin Towers                                                                                     | St Agatha's (Red) Tower                                               | Malta, Gozo                   | Malta                  | 1649–1661                                              | |
| Fort Sliema                                                                                      |                                                                       | Sliema                        | Malta                  | 1872                                                   | |
| Fort St Rocco                                                                                    |                                                                       |                               | Malta                  | 1873                                                   | |
| Fort St Lucian                                                                                   | Fort St Lucian                                                        |                               | Malta                  | 1874                                                   | |
| Fort Pembroke                                                                                    |                                                                       |                               | Malta                  | 1875                                                   | |
| Fort Delimara                                                                                    | Fort Delimara                                                         | Marsaxlokk                    | Malta                  | 1876                                                   | |
| Fort Tas-Silg                                                                                    |                                                                       |                               | Malta                  | 1879                                                   | |
| Fort Bingemma                                                                                    |                                                                       |                               | Malta                  | 1875                                                   | |
| Fort Madliena                                                                                    | Fort Madliena                                                         |                               | Malta                  | 1879                                                   | |
| St Paul’s Battery                                                                                |                                                                       | St Thomas Bay                 | Malta                  | 1881                                                   | |
| Spinola Battery                                                                                  |                                                                       |                               | Malta                  | 1889                                                   | |
| Pembroke Battery                                                                                 |                                                                       |                               | Malta                  | 1897                                                   | |
| Wolseley Battery                                                                                 |                                                                       |                               | Malta                  | 1897                                                   | |
| Fort Bengisha                                                                                    |                                                                       |                               | Malta                  | 1910                                                   | |
| Fort Campell                                                                                     |                                                                       |                               | Malta                  | 1937                                                   | |
| Fort Chambray                                                                                    | Fort Chambray                                                         | Gozo                          | Malta                  | 1749                                                   | |
| Befestigungsanlagen am Hollands Diep und am Volkerak                                             | Übersicht                                                             |                               | Niederlande            | 1748                                                   | |
| Fort Kijkduin                                                                                    | Fort Kijkduin                                                         | Den Helder                    | Niederlande            | 1811                                                   | |
| Fort Rammekens                                                                                   | Fort Rammekens                                                        | Vlissingen                    | Niederlande            | 16. Jahrhundert, Ausbau 19./20. Jahrhundert            | |
| Kornwerderzand                                                                                   | Kornwerderzand                                                        |                               | Niederlande            | 1927                                                   | |
| Stellung von Amsterdam                                                                           | Fort bei Spaarndam                                                    |                               | Niederlande            | 1881                                                   | |
| Akershus                                                                                         | Akershus                                                              | Oslo                          | Norwegen               | 1299                                                   | Ausbau 18. Jahrhundert                                                                                  |
| Bergenhus                                                                                        | Bergenhus                                                             | Bergen                        | Norwegen               | 12. Jahrhundert                                        | Ausbau Zweiter Weltkrieg                                                                                |
| Fjell                                                                                            | Fjell                                                                 | Sotra                         | Norwegen               | 1942                                                   | Teil des Atlantikwalls                                                                                  |
| Munkholmen                                                                                       | Munkholmen                                                            | Trondheim                     | Norwegen               | 17. Jahrhundert                                        | |
| Oscarsborg                                                                                       | Oscarsborg                                                            | Oslo                          | Norwegen               | 1836                                                   | |
| Festung Vardøhus                                                                                 | Vardøhus                                                              | Vardø                         | Norwegen               | 1300                                                   | Ausbau 1738                                                                                             |
| Castelo do Queijo                                                                                | Castelo do Queijo                                                     | Porto                         | Portugal               | 17. Jahrhundert                                        | |
| Fortaleza de Belixe                                                                              | Fortaleza de Belixe                                                   | Sagres                        | Portugal               | 16. Jahrhundert                                        | |
| Fortaleza de Sagres                                                                              | Fortaleza de Sagres                                                   | Sagres                        | Portugal               |                                                        | |
| Forte de Nossa Senhora das Neves                                                                 | Forte de Nossa Senhora das Neves                                      | Matosinhos e Leça da Palmeira | Portugal               | 1642                                                   | |
| Forte de Nossa Senhora de Porto Salvo                                                            | Forte de Nossa Senhora de Porto Salvo, auch Forte da Giribita genannt | Oeiras                        | Portugal               | 1649                                                   | auch Forte da Giribita oder Forte da Ponta do Guincho genannt                                           |
| Forte de Nossa Senhora do Amparo                                                                 | Forte de Nossa Senhora do Amparo                                      | Machico (Madeira)             | Portugal               | 1706                                                   | |
| Forte de Sacavém                                                                                 | Forte de Sacavém                                                      | Sacavém                       | Portugal               | 1872                                                   | |
| Forte de São Bruno                                                                               | Forte de São Bruno                                                    | Oeiras                        | Portugal               | 1647                                                   | |
| Forte de São João das Maias                                                                      | Forte de São João das Maias                                           | Oeiras                        | Portugal               | 1644–1653                                              | |
| Forte de São Julião da Barra                                                                     | Forte de São Julião da Barra                                          | Oeiras                        | Portugal               | 1579                                                   | |
| Forte de São Lourenço do Bugio                                                                   | Forte de São Lourenço do Bugio, kurz Torre do Bugio                   | Oeiras                        | Portugal               | 1590–1657                                              | steht in der Mündung des Tejo in den Atlantik                                                           |
| Torre de Belém                                                                                   | Torre de Belém                                                        | Lissabon                      | Portugal               | 1521                                                   | Der Turm auf der gegenüberliegenden Seite des Tejo wurde durch das Erdbeben von Lissabon 1755 zerstört. |
| Kronstadt                                                                                        | Kronstadt, eines der vorgelagerten Forts                              | Sankt Petersburg              | Russland               | 1703                                                   | |
| Nyenschantz (russisch Ниеншанц) (schwedisch Nyenskans;)                                          | Nyenschantz                                                           | Sankt Petersburg              | Russland               | 1611                                                   | |
| Peter-und-Paul-Festung (russisch Петропавловская крепость)                                       | Peter-und-Paul-Festung                                                | Sankt Petersburg              | Russland               | 1703                                                   | |
| Seefestung Imperator Peter der Große (russisch Морская Крепость имени Императора Петра Великого) | Übersicht                                                             | Sankt Petersburg              | Russland               | 1912                                                   | |
| Schlüsselburg (russisch Шлиссельбург)                                                            | Schlüsselburg                                                         | Sankt Petersburg              | Russland               | 13. Jahrhundert                                        | |
| Älvsborgs fästning                                                                               | Älvsborg                                                              | Göteborg                      | Schweden               | 1366                                                   | Ausbau 17. Jahrhundert                                                                                  |
| Bodens fästning                                                                                  | Fort Rödberget                                                        | Boden                         | Schweden               | 1901                                                   | |
| Carlstens fästning                                                                               | Carlsten                                                              | Marstrandsö                   | Schweden               | 1658                                                   | Ausbau 18. Jahrhundert                                                                                  |
| Nya Elfsborg                                                                                     | Nya Elfsborg                                                          | Göteborg                      | Schweden               | 1650                                                   | |
| Castelo de San Anton                                                                             |                                                                       | A Coruna                      | Spanien                | 1587                                                   | |
| Castillo de San Sebastian                                                                        |                                                                       | Cadiz                         | Spanien                | 18. Jahrhundert                                        | |
| Castelo da Palma                                                                                 |                                                                       | Ferrol                        | Spanien                | 16. Jahrhundert                                        | |
| Castelo de San Carlos                                                                            |                                                                       | Ferrol                        | Spanien                | 16. Jahrhundert                                        | |
| Castelo de San Felipe                                                                            |                                                                       | Ferrol                        | Spanien                | 16. Jahrhundert                                        | |
| Muralla de San Carlos                                                                            | Muralla de San Carlos in Cadiz                                        | Cadiz                         | Spanien                | 18. Jahrhundert                                        | |
| Santa Isabel gaztelua                                                                            | Castillo de Santa Isabel                                              | Pasaia                        | Spanien                | 1621                                                   | |
| Yedikule                                                                                         | Yedikule                                                              | Istanbul                      | Türkei                 |                                                        | |
| Rumeli Hisarı                                                                                    | Rumeli Hisarı                                                         | Istanbul                      | Türkei                 | 1452                                                   | |
| Jenikale                                                                                         | Jenikale                                                              | Kertsch                       | Ukraine                | 1699                                                   | |
| Panzerturmbatterie BB-30 (russisch ББ-30 - Бронебашенная батарея-30)                             | zerstörter Nordturm der BB-30                                         | Sewastopol                    | Ukraine                | 1934                                                   | Planung 1914, Fertigstellung 1934, Zerstörung 1941, nach Zweitem Weltkrieg wieder aufgebaut             |
| Panzerturmbatterie BB-35 (russisch ББ-35 - Бронебашенная батарея-35)                             |                                                                       | Sewastopol                    | Ukraine                | 1934                                                   | Planung 1914, Fertigstellung 1934, Zerstörung 1941, nach Zweitem Weltkrieg nicht wieder aufgebaut       |
| Castle Cornet                                                                                    | Castle Cornet                                                         | Cornet Rock                   | Guernsey               | 1206                                                   | |
| Maunsell Forts                                                                                   | Fort Knock John                                                       | Themsemündung, Merseymündung  | Vereinigtes Königreich | 1942                                                   | |
| Newhaven Fort                                                                                    | BL 6 inch Mk VII, Newhaven                                            | Newhaven                      | Vereinigtes Königreich | 1865–1871                                              | |
| Fortgürtel um Plymouth                                                                           | Fort Bovisand (im Vordergrund) und Fort Picklecombe                   | Plymouth                      | Vereinigtes Königreich | 1860–1900                                              | |